# Brzózki (Białoruś)
Brzózki (biał. Бярэзкі; ros. Березки) – wieś na Białorusi, w obwodzie brzeskim, w rejonie lachowickim, w sielsowiecie Ostrów, przy drodze republikańskiej .

## Historia
W dwudziestoleciu międzywojennym leżały w Polsce, w województwie nowogródzkim, w powiecie baranowickim, w gminie Ostrów. W 1921 miejscowość liczyła 70 mieszkańców, zamieszkałych w 12 budynkach, w tym 44 Polaków i 26 Białorusinów. 39 mieszkańców było wyznania prawosławnego i 31 rzymskokatolickiego.
Po II wojnie światowej w granicach Związku Sowieckiego. Od 1991 w niepodległej Białorusi.